# Sainte-Gemme-en-Sancerrois
Sainte-Gemme-en-Sancerrois és un municipi francès, situat al departament de Cher i a la regió de Centre – Vall del Loira. L'any 2007 tenia 382 habitants.

## Demografia

### Població
El 2007 la població de fet de Sainte-Gemme-en-Sancerrois era de 382 persones. Hi havia 178 famílies, de les quals 60 eren unipersonals (49 homes vivint sols i 11 dones vivint soles), 72 parelles sense fills, 38 parelles amb fills i 8 famílies monoparentals amb fills.
La població ha evolucionat segons el següent gràfic:
Habitants censats

### Habitatges
El 2007 hi havia 272 habitatges, 184 eren l'habitatge principal de la família, 53 eren segones residències i 36 estaven desocupats. 267 eren cases i 2 eren apartaments. Dels 184 habitatges principals, 150 estaven ocupats pels seus propietaris, 27 estaven llogats i ocupats pels llogaters i 7 estaven cedits a títol gratuït; 4 tenien una cambra, 17 en tenien dues, 43 en tenien tres, 49 en tenien quatre i 71 en tenien cinc o més. 153 habitatges disposaven pel capbaix d'una plaça de pàrquing. A 78 habitatges hi havia un automòbil i a 92 n'hi havia dos o més.

### Piràmide de població
La piràmide de població per edats i sexe el 2009 era:
| Homes | Edats   | Dones |
| ----- | ------- | ----- |
| 0     | 95 o +  | 0     |
| 0     | 90 a 94 | 4     |
| 0     | 85 a 89 | 4     |
| 0     | 80 a 84 | 4     |
| 8     | 75 a 79 | 16    |
| 24    | 70 a 74 | 8     |
| 0     | 65 a 69 | 12    |
| 28    | 60 a 64 | 0     |
| 0     | 55 a 59 | 16    |
| 20    | 50 a 54 | 12    |
| 8     | 45 a 49 | 12    |
| 20    | 40 a 44 | 4     |
| 12    | 35 a 39 | 16    |
| 8     | 30 a 34 | 16    |
| 24    | 25 a 29 | 12    |
| 8     | 20 a 24 | 8     |
| 4     | 15 a 19 | 4     |
| 24    | 10 a 14 | 12    |
| 28    | 5 a 9   | 4     |
| 8     | 0 a 4   | 8     |

## Economia
El 2007 la població en edat de treballar era de 257 persones, 187 eren actives i 70 eren inactives. De les 187 persones actives 171 estaven ocupades (100 homes i 71 dones) i 16 estaven aturades (10 homes i 6 dones). De les 70 persones inactives 33 estaven jubilades, 11 estaven estudiant i 26 estaven classificades com a «altres inactius».

### Ingressos
El 2009 a Sainte-Gemme-en-Sancerrois hi havia 184 unitats fiscals que integraven 397,5 persones, la mediana anual d'ingressos fiscals per persona era de 19.865 €.

### Activitats econòmiques
Dels 10 establiments que hi havia el 2007, 4 eren d'empreses de construcció, 1 d'una empresa de comerç i reparació d'automòbils, 1 d'una empresa d'hostatgeria i restauració, 1 d'una empresa immobiliària, 1 d'una empresa de serveis i 2 d'empreses classificades com a «altres activitats de serveis».
Dels 7 establiments de servei als particulars que hi havia el 2009, 1 era un paleta, 1 guixaire pintor, 1 lampisteria, 1 electricista, 2 perruqueries i 1 restaurant.
L'any 2000 a Sainte-Gemme-en-Sancerrois hi havia 36 explotacions agrícoles que ocupaven un total de 1.020 hectàrees.

## Equipaments sanitaris i escolars
El 2009 hi havia una escola elemental integrada dins d'un grup escolar amb les comunes properes formant una escola dispersa.

## Poblacions més properes
El següent diagrama mostra les poblacions més properes.